# Trichochermes walkeri
Trichochermes walkeri is een soort bladvlo, die uitsluitend leeft van het sap van vuilboomsoorten, namelijk sporkehout, wegedoorn, Rhamnus alpina en Rhamnus infectoria, met een levenscyclus van één jaar en die vrijwel overal voorkomt waar deze waardplanten groeien: Europa, West-Siberië en de Kaukasus. De larf veroorzaakt het omrollen van de bladrand en het vormen van een gal. De larf van het vliegje Leucopsis psyllidiphaga (Chamaemyiidae) is een voedselspecialist die als ectoparasiet leeft gedurende de eerste vier vervellingstadia van de larf van uitsluitend deze bladvlo, om hem in het vijfde stadium helemaal te verorberen. De soort is vernoemd naar de Britse entomoloog Francis Walker.

## Beschrijving
Trichochermes walkeri is vies bruingeel van kleur, met de rugkant van het borststuk een beetje donkerder, en de buik met bruine segmenten en rode randen. Van de overwegend gele antennes zijn de eerste en de laatste twee leden bruin. Van de overwegend vuilgele poten zijn alleen de zijkanten van de dijen lichtbruin. De vleugels zijn geelachtige met gele aderen, dicht bruin bestippeld waardoor slechts 3 heldere vlekken overblijven, waarvan de eerste aan het midden van de voorrand, de tweede vlak voor het derde uitsteeksel aan de voorkant, en de derde binnen de eerste vorkcel ligt. De tweede vorkcel is zeer klein vergeleken met de eerste.

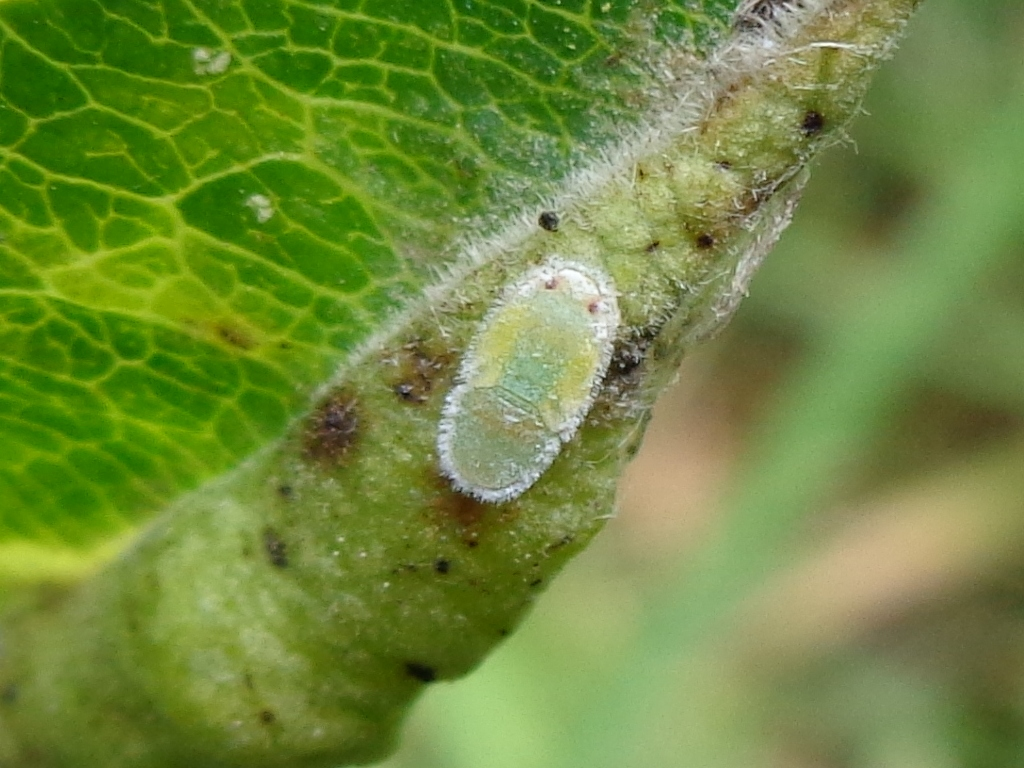
larve
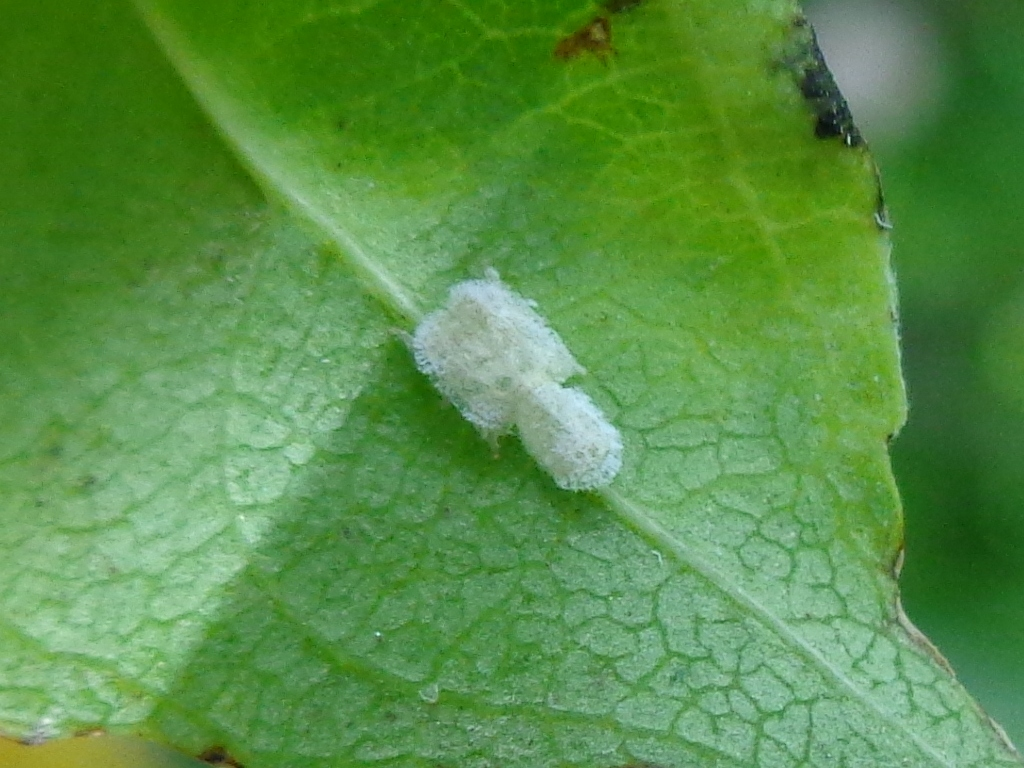
larve
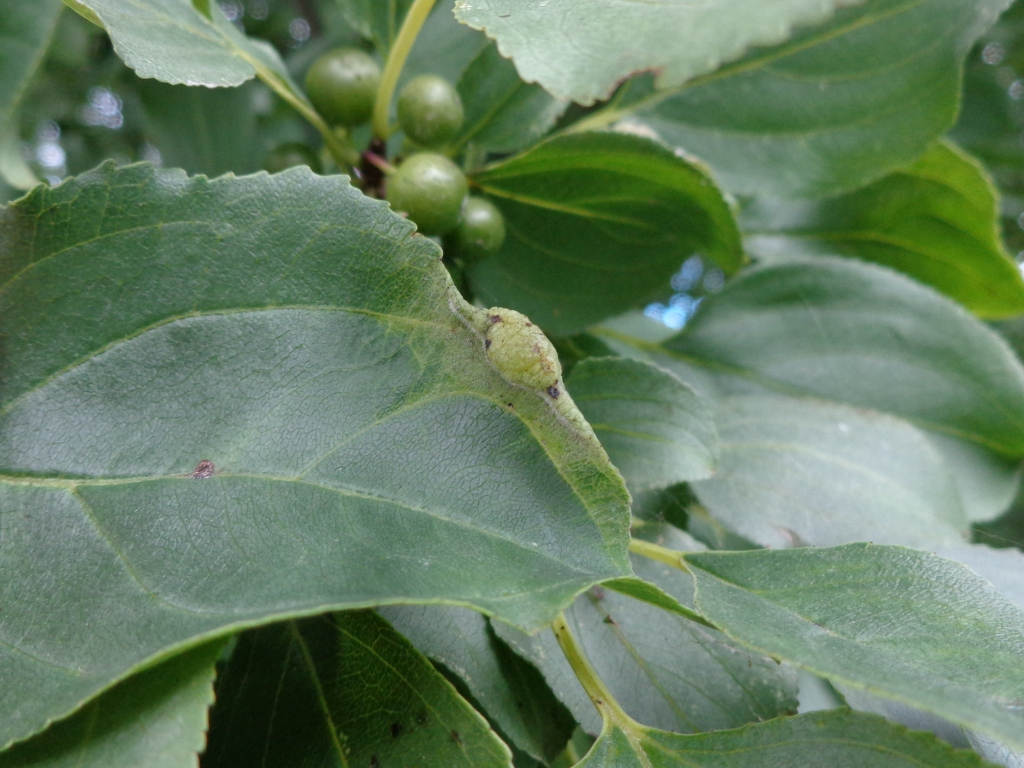
gal